# Rébecca Chaillon
Rébecca Chaillon, née le 25 octobre 1985 à Montreuil (Seine-Saint-Denis), est une autrice, metteuse en scène, performeuse et comédienne française.
Elle est également afro-féministe et militante queer, sujets principaux de son travail performatif.

## Biographie

### Jeunesse et formation
Rébecca Chaillon naît en 1985 à Montreuil de parents martiniquais,. Son père est technicien en appareils de voies à la SNCF et sa mère est conseillère en assurance maladie à la sécurité sociale. Elle grandit à Beauvais et Creil en Picardie et passe un bac littéraire option théâtre. Parallèlement elle participe à une troupe amateur Le Goupil et à des petites compagnies comme la ligue d’improvisation théâtrale de l’Oise (ImproThéO), et à théâtre Tiroir. Elle étudie ensuite le théâtre en licence arts du spectacle à Paris III Sorbonne Nouvelle puis au conservatoire du XXe arrondissement de Paris sous la direction de Pascal Parsat.
Elle est impliquée depuis 2005 avec la compagnie de débat théâtral Entrées de jeu, dirigé par Bernard Grosjean, en tant que comédienne et meneuse de jeu, notamment sur les problématiques autour des violences, des discriminations et des addictions.
Elle crée en 2006 avec Margault Chavaroche, Léa Ferrez-Le Guet, et Marianne Vigneulle, la compagnie Dans Le Ventre,.
Avec Camille Cornu, Wendy Delorme, Claire Finch, Élodie Petit, Etaïnn Zwer elle fait partie du collectif d'artistes et autrices RER Q,.

### Scènes et performances
Rébecca Chaillon démarre la mise en scène avec Huit Femmes de Robert Thomas, elle y dirige seize interprètes femmes (huit comédiennes et huit instrumentistes), avec des représentations à Avignon et au Burkina Faso. En 2009, elle met en scène Savantes, une adaptation féministe et exclusivement féminine des Femmes savantes de Molière.
Lassée par la frustration de mettre en scène les textes des autres, elle participe à un stage organisé par les Chantiers Nomades, animé par Rodrigo García, qu'elle considère comme son idole. Rodrigo García invite Rébecca Chaillon sur scène, dans son spectacle Balancez mes cendres sur Mickey, au Théâtre du Rond-Point à se faire raser le crâne en live. La participation de celle-ci au stage qu'il anime en 2010 marque un tournant dans la carrière de l'artiste. Ce stage voué à « se débarrasser des metteurs en scène » pour devenir « performer de la scène » lance l'entrée de Rébecca Chaillon dans l'écriture performative.
En 2014, elle réalise son premier spectacle performatif, L'Estomac dans la peau, un seule-en-scène qu'elle écrit et interprète, dans lequel elle traite de la faim et du désir. Rebecca Chaillon performe en solo lors de nombreux festivals de performances et évènements queer, et également dans des lieux plus institutionnels comme la Ferme du Buisson et la Scène nationale d'Orléans.
Sa création suivante, écrite en 2016, Monstres d'amour, est un duo, qu'elle met en scène et interprète avec Elisa Monteil, autour du cannibalisme amoureux ; la pièce est produite au Carreau du Temple et au Théâtre Paris-Villette. L'autrice y questionne le lien amoureux poussé à l'extrême, de la passion dévorante jusqu'au cannibalisme. Elle y décloisonne les genres en donnant à voir à la fois une performance théâtrale, un simulacre de talk-show, ainsi qu'une réinterprétation d'une scène du film Carrie au bal du diable. La pièce est créée en 2017 au théâtre de Mains d'œuvres, et est programmée au Centre dramatique national de Normandie-Rouen pour la saison 2018, où David Bobée lui propose d'être artiste associée à partir de la saison 2017-2018 pour trois ans.
Elle crée en 2017 la performance Whitewashing à la suite d'une commande de Lafayette Anticipation, dans le cadre des ateliers Edit-a-thon Art + Féminisme à l'initiative de la commissaire d'exposition Flora Katz dont l'objectif est d'aborder le thème de la désidentification telle que la définit José Esteban Muñoz dans Disidentifications.
Tout en commençant à mettre en scène des œuvres vouées à tourner, elle continue à mêler l'écriture, la performance, et n'hésite par être interprète pour d'autres, comme DeLaVallet Bidiefono, Yann Da Costa, Anne Contensou, Arnaud Troalic ou Gianni-Grégory Fornet.
Lors du festival d'Avignon de 2018, elle participe au feuilleton Mesdames, Messieurs, et le reste du monde sur un texte de Ronan Chéneau, avec des artistes divers comme Gerty Dambury, Béatrice Dalle, Virginie Despentes, Rokhaya Diallo, François Stemmer ou Phia Ménard. Libération estime que « la jeune performeuse militante queer Rebecca Chaillon qui portait loin les mots de Virginie Despentes ou de Rokhaya Diallo, [en] fut l’un des visages forts. »
Fin 2018, son spectacle Où la chèvre est attachée, il faut qu'elle broute est présenté à Paris et tourne dans diverses villes en 2019. Il met en scène un terrain de football occupé par des filles LGBT pour évoquer les minorités, de l'exclusion et de la meilleure façon d'occuper le terrain,,. Dans le temps du match et avec ses codes, elles se mettent en jeu dans une histoire généralement présentée comme appartenant aux hommes.
Par la suite, invité par la SACD et le festival d'Avignon, avec Pierre Guillois elle crée un duo dans le cadre des Sujets à Vifs : Sa bouche ne connaît pas de dimanche - fable sanguine, une pièce qui lie leur genèse intime entre la Bretagne et la Martinique, aux côtés d'un cochon, avec eux sur scène.
En 2021, elle crée Carte noire nommée désir,, une pièce portée par des interprètes afro-féminines. Elle y déploie des questions sur la construction des corps et des identités,. Sur scène avec elle, sept interprètes afro-féminines : chanteuses, actrices, danseuses et circassiennes,. Lors des représentations au Festival d'Avignon en juillet 2023, les performeuses ont subi des intimidations de la part du public. Le directeur du festival, Tiago Rodrigues condamne ces "agressions verbales et physique à caractère raciste". À la suite de cela, certaines performeuses ont été la cible de harcèlement sur les réseaux sociaux. Une plainte contre X pour cyberharcèlement a été déposée en novembre 2023. Une des comédiennes, Fatou Siby , qui a été frappé par un spectateur à Avignon, a décidé de ne pas poursuivre les représentations pour la suite de la tournée parisienne. Pour la remplacer, à chaque représentation, une femme noire artiste lit son texte sur scène : Leonora Miano, Alice Diop, Joëlle Sambi, Rokhaya Diallo, Sandra Nkaké[réf. nécessaire].
Tandis que la pièce est encore en tournée notamment au Festival d'Avignon puis à l'Odéon, Rébecca Chaillon crée en 2022, Plutôt vomir que faillir, une commande du Centre dramatique national de Besançon. Dans cette forme adressée à un public jeune et dans laquelle elle ne se met pas en scène, Rébecca Chaillon convoque les questionnements de l'adolescence contemporaine (sexualité, genre, identité raciale et sociale, religion, alimentation...) à travers le corps, les histoires personnelles et les performances de ses quatre jeunes interprètes : Chara Afouhouye, Zakary Bairi, Mélodie Lauret et Anthony Martine.
Des extraits de ses pièces sont publiés sous forme de recueil nommé Boudin Biguine Best of Banane publié en 2023 aux éditions de l'Arche.

#### Démarche artistique
En tant qu'artiste, Rébecca Chaillon prend souvent des risques dans ses performances, n'hésitant pas à mettre son corps à l'épreuve. Elle se qualifie de « performeuse alimentaire et bodypainting » puisque la matière nourriture et le maquillage sont au cœur de ses performances comme Milène Tournier l'indique dans sa thèse doctorale. Elle mêle théâtre, vidéo et performance dans ses créations. Ses sujets de prédilection sont les identités féminines, le corps, le désir, la violence,.
Dans ses influences théâtrales, elle déclare en 2023 avoir été inspirée notamment par le metteur en scène Rodrigo García, la performeuse Marina Abramović, « qui m’a autorisé une certaine forme de violence » ou Jan Fabre, et de manière plus générale les activistes
Elle est lauréate dramaturgies plurielles au CNT (Centre national du théâtre) en 2012 avec son texte L'Estomac dans la peau.

### Cinéma et télévision
En faisant de la figuration dans un clip de prévention de l'Inpes, elle rencontre la réalisatrice féministe Émilie Jouvet avec qui elle tourne en 2015 My Body, My Rules qui traite des corps et des sexualités hors norme. La même année, elle est à l'affiche du film d'Amandine Gay Ouvrir la voix, un film sur les femmes afro-descendantes belges et françaises qui sort en salle à l'automne 2017.
Elle est également un des personnages récurrents de la saison 2 de la série Les Grands, réalisé par Vianney Lebasque, dans lequel elle joue une proviseure au talent « piquant ».
En 2022, elle intervient également dans la série documentaire d'Arte Culbute, réalisée par Édith Caron et Léo Favier, interrogeant les représentations de la sexualité dans la fiction audiovisuelle.

### Engagements politiques
Rébecca Chaillon est une femme engagée sur les luttes contre les discriminations racistes, sexistes et homophobes, ce qui se retrouve dans ses œuvres.
Elle est également militante au sein du CEMEA depuis 2003 où elle est formatrice BAFA et travaille auprès des publics à l'accompagnement culturel du festival d'Avignon.

### Vie privée
Elle se définit aujourd'hui comme lesbienne et queer.

## Œuvres scéniques

### Théâtre

#### Comédienne
- 2013 : Ubu Roi-Frigal, mise en scène Sonia Millot, Les Lubies, Festival Novart
- 2014 : L’Estomac dans la peau[39],[40], (texte lauréat de l’aide à la création du Centre national du théâtre), pièce écrite et mise en scène par Rébecca Chaillon, avec Rébecca Chaillon, Mains d'œuvres, La Ferme du Buisson…
- 2015 : Oratorio Vigilant Animal de Gianni-Grégory Fornet, TnBA, La Loge (Paris), Festival 30/30…
- Rage Dedans (32 fois), co-écriture avec Elisa Monteil, festival Brouillages à la Loge, 2015
- 2015 : Loveless d'après Une vie de putain, témoignages recueillis et présentés par Claude Jaget, conception d'Anne Buffet et Yann Dacosta, Théâtre des 2 Rives/Centre dramatique national de Normandie-Rouen
- 2016 : Monstres d'amour[41] (Je vais te donner une bonne raison de crier), pièce écrite et mise en scène par Rébecca Chaillon, avec Rébecca Chaillon et Elisa Monteil, Centre dramatique national de Normandie-Rouen
- 2017 : Monstres, on ne danse pas pour rien, conception de DeLaVallet Bidiefono, Festival des francophonies en Limousin et tournée
- 2018 : Polis, mise en scène de Arnaud Troalic
- 2018 : L'Autrement, mise en scène Marie-Hélène Bannier
- 2018 : Mesdames, messieurs et le reste du monde, feuilleton théâtral de Ronan Chéneau consacré au genre, mise en scène de David Bobée, pour le festival d'Avignon
- 2018 : Où la chèvre est attachée, il faut qu’elle broute, pièce écrite et mise en scène par Rébecca Chaillon[42], Théâtre de la Foudre/CDN de Normandie-Rouen
- 2019 : Sa bouche ne connaît pas de dimanche - fable sanguine, mise en scène et interprétation de Pierre Guillois et Rébecca Chaillon, Festival d'Avignon
- 2019 : Louées soient-elles, mise en scène de David Bobée
- 2020 : Elle/ Ulysse (performeuse), mise en scène Anne Contensou
- 2021 : Boulevard du queer de Claire Lapeyre-Mazerat et Mélanie Martinez-Llense, Les Plateaux sauvages[43]
- 2021 : Carte noire nommée désir, pièce écrite et mise en scène par Rébecca Chaillon[44], CDN Nancy Lorraine, Festival TNB, Théâtre Dijon Bourgogne – CDN, La Comédie de Saint-Étienne, Le Carreau du Temple, Le Phénix, Scène nationale d’Orléans[45]…
- 2021 : Une patte retombe toujours sur ces chattes, pièce écrite et mise en scène par Rébecca Chaillon, avec Stela Bevao et Rébecca Chaillon

#### Metteuse en scène
- 2006 : Huit femmes, de Robert Thomas, mise en scène de Rébecca Chaillon, comédie instrumentale pour 16 femmes, 8 musiciennes et 8 comédiennes
- 2009 : Savantes ? adaptation des Femmes savantes de Molière, mise en scène de Rébecca Chaillon, avec Marie-Hélène Bannier, Coraline David, Aurore Déon, Nathalie Devarenne, Fanny Gauthier, Marie Marquet, Hélène Roisin, Chloë Roy et Marianne Vigneulle
- 2014 : L’Estomac dans la peau[39],[40], (texte lauréat de l’aide à la création du Centre national du théâtre), pièce écrite et mise en scène par Rébecca Chaillon, avec Rébecca Chaillon, Mains d'œuvres, La Ferme du Buisson…
- 2016 : Monstres d'amour[41] (Je vais te donner une bonne raison de crier), pièce écrite et mise en scène par Rébecca Chaillon, avec Rébecca Chaillon et Elisa Monteil, Centre dramatique national de Normandie-Rouen
- 2018 : Où la chèvre est attachée, il faut qu’elle broute, pièce écrite et mise en scène par Rébecca Chaillon, avec Rébecca Chaillon, Elisa Monteil, Adam M, Adèle Beuchot-Costet, Marie Fortuit, Patricia Morejon, Audrey le Bihan, Yearime Castel y Barragan, Mélanie Martinez Llense et Etaïnn Zwer[42], Théâtre de la Foudre/CDN de Normandie-Rouen
- 2019 : Sa bouche ne connaît pas de dimanche - fable sanguine, mise en scène et interprétation de Pierre Guillois et Rébecca Chaillon, Festival d'Avignon
- 2021 : Une patte retombe toujours sur ces chattes, pièce écrite et mise en scène par Rébecca Chaillon, avec Stela Bevao ou Bebe Melkor-Kadior et Rébecca Chaillon[46]
- 2021 : Carte noire nommée désir, pièce écrite et mise en scène par Rébecca Chaillon, avec Bebe Melkor-Kadior, Estelle Borel, Rébecca Chaillon, Aurore Déon, Maëva Husband, Ophélie Mac, Makeda Monnet, Fatou Siby et Olivia Mabounga[44], CDN Nancy Lorraine, Festival TNB, Théâtre Dijon Bourgogne – CDN, La Comédie de Saint-Étienne, Le Carreau du Temple, Le Phénix, Scène nationale d’Orléans[45], Odéon théâtre de l'Europe
- 2022 : Plutôt vomir que faillir, pièce écrite et mise en scène par Rébecca Chaillon, avec Chara Afouhouye, Zakary Bairi, Mélodie Lauret et Anthony Martine[47], MC93, Centre dramatique national Besançon Franche-Comté, La ferme du buisson…

### Performances
- 2012 : Le Gâteau, conception et performance de Rébecca Chaillon, La Menuiserie/ Pantin Flam/ Amsterdam (Pays-Bas), La Mutinerie
- 2012 : Cannibales[1], conception et performance de Rébecca Chaillon, Festival Trans-form de Marseille, OnlyPorn de Lyon, Jerk off, Carreau du Temple…
- 2012 : Tacos de Vida, conception et performance de Rébecca Chaillon, Teatro del Arbol, Mexique, 2012
- 2012 : Je vous aime bien mais je me préfère, conception et performance de Rébecca Chaillon et Elisa Monteil[48]
- 2016 : Plus gros que le ventre, soirée mise en scène par Rébecca Chaillon et Charlie Chine au Générateur
- 2017 : Whitewashing, conception et performance de Rébecca Chaillon et Aurore Déon
- 2019 : Arriette la grosse sirène (autrice, performeuse), conception et performance de Rébecca Chaillon, Temps danse (Beauvais)
- 2019 : Ode to Billie Joe, conception et performance de Rébecca Chaillon et Sandra Calderan, La Pop
- 2020 : La Gouineraie, conception et performance de Rébecca Chaillon et Sandra Calderan, Le point éphémère
- 2021 : Ou la et lé, ou comment le zouk est notre seul secours, performance hommage à Kassav', conception et performance de Rébecca Chaillon, festival Discotake[49]
- 2021 : Dépressions, Conception et performance de Rébecca Chaillon et Mélanie Martinez Llense, Nouvelles Subsistances
- 2021 : Lettre à Barbie noire, Texte, conception et performance de Rébecca Chaillon Actoral, Forteresse du Belluard (Fribourg)[50]
- 2022 : L’Âge gras de la bête, soirée mise en scène par Rébecca Chaillon et Charlie Chine au Générateur[51]

## Publications
- Boudin Biguine Best of Banane, L'Arche, 2023 (ISBN 9782381980539).

### Contributions
- Décolonisons les arts, ouvrage dirigé par Leila Cukierman, Gerty Dambury et Françoise Vergès. Co-écrit par Kader Attia, Marine Bachelot Nguyen, Myriam Dao, Eva Doumbia, Daïa Durimel, Karima El Kharraze, Amandine Gay, Mohamed Guellati, D' de Kabal, Hassane Kassi Kouyaté, Jalil Leclaire, Olivier Marboeuf, Pascale Obolo et Sandra Sainte Rose Fanchine, Editions L'Arche, 2018  (ISBN 9782851819451)
- Lettres aux jeunes poétesses, initié et préfacé par Aurélie Olivier[52] (21 lettres d'autrices parmi lesquelles Chloé Delaume, Rim Battal, Liliane Giraudon, Ryoko Sekiguchi, Nathalie Quintane, Lisette Lombé, Édith Azam, Sandra Moussempès, Michèle Métail…)[53], éditions L'Arche, 2021  (ISBN 9782381980218)
- Préface de Fragments de Fatou.S, Terrasses Editions, 2021  (ISBN 9782490887088)
- Sororité, ouvrage dirigé par Chloé Delaume. Co-écrit par Ovidie, Estelle-Sarah Bulle, Juliette Armanet, Kiyémis, Pauline Harmange, Lola Lafon, Lauren Bastide, Alice Coffin, Lydie Salvayre, Iris Brey, Fatima Ouassak, Camille Froidevaux-Metterie, Maboula Soumahoro, Jeanne Cherhal, POINTS, 2021[54]  (ISBN 9782757888940)

## Filmographie
- 2017 : Ouvrir la voix d’Amandine Gay (documentaire) En juin 2017, Rébecca Chaillon représente le film Ouvrir la voix aux OUT d'or organisés par l'Association des journalistes LGBT[55].
- 2017 : My Body, My Rules d’Émilie Jouvet (documentaire)
- 2017 : Les Grands de Vianney Lebasque et Joris Morio : La principale
- 2023 : HPI (saison 3, épisode 2 « 18 carats) de Mona Achache : Brienne

## Discographie

### Livres audio
- Baise-moi de Virginie Despentes, 2021
- La Couleur pourpre d'Alice Walker, Lizzie, 2022

### Podcasts
- Archipels du crime, Saison 2, France TV Podcast, 2023

## Distinctions

### Récompenses
- Prix du jury international du Zürcher Theater Spektakel pour Whitewashing, avec Aurore Déon[56]

### Décorations
- Chevalier de l’ordre des arts et des lettres (2024)[57]